# Estela Golovchenko
Estela Golovchenko (San Javier, Río Negro, 16 de marzo de 1963) es una dramaturga, actriz y directora de teatro uruguaya.

## Biografía
Nació en 1963 en San Javier, departamento de Río Negro, y desde 1986 reside en Fray Bentos, la capital departamental. Es de ascendencia ucraniana. En ese año ingresó al grupo teatral fraybentino Teatro sin Fogón.
Realizó cursos y talleres de actuación con Sergio Lazzo y Enrique Permuy; de dirección teatral con Rubén Yáñez y Jorge Curi; de puesta en escena con Rubén Szuchmacher; de animación teatral con Antonio Baldomir y Enrique Laiño, entre otros.
Gracias a una beca del Centro Uruguayo del Instituto Internacional del Teatro de la UNESCO para el primer taller nacional de teatro en Uruguay en 1991, recibió clases de Richard Ferraro, Levón y Héctor Manuel Vidal. Una beca de la Comedia Nacional le permitió en 1994 trabajar como asistente de dirección de Jorge Curi.
En 2004 egresó del taller para docente de Arte Escénico del MEC, donde tuvo como docentes a Carlos Aguilera Graciela Escuder, Myriam Gleijer, Roberto Jones, Isabel Pérez, Mary Vázquez y Elena Zuasti.
Desde 1997 dicta clases de teatro en la enseñanza secundaria, a través del MEC, en la intendencia de Río Negro donde dirige el taller de teatro municipal, y en otras instituciones.
Como autora, en 2004 ganó el premio Florencio en la categoría Mejor texto de autor nacional por Vacas gordas. En esta categoría también fue nominada en 2006 por El disparo y en 2014 por La canción de las palabras esdrújulas. Como actriz ganó el Florencio en 1991 por su actuación en Pa' lo grande que es Fray Bentos, con dirección de Héctor Manuel Vidal y en 1995 por Desfile de extrañas figuras, de Carlos Pais con dirección de Roberto Buschiazzo. Como directora lo ganó en 1993 por la dirección de Inodoro Pereira, el renegau, con libreto de Fontanarrosa.
Obtuvo el primer premio del primer concurso de obras de teatro de la Comisión del Fondo Nacional de Teatro (COFONTE) en 2002 por Vacas gordas; el primer premio Dramaturgia de la Intendencia Municipal de Montevideo en 2005 por El disparo; el premio a la mejor actriz de la Asociación de Teatros del Interior (ATI) en 2011 por su actuación en Luisa se estrella contra su casa de Ariel Farace, con dirección de Roberto Buschiazzo. Ha recibido menciones en concursos del MEC (2003, La despedida; 2004, Alcanza con que estés) y de la COFONTE (2003, Punto y coma; 2007, El pan nuestro de cada día). En 2007 recibió el premio Morosoli por su aporte a las letras uruguayas.
Desde 2015 es directora del Departamento de Educación y Cultura de la intendencia del departamento de Río Negro.

## Obras de teatro
- Vacas gordas (2002)
- Punto y coma (2003)
- La despedida (2003)
- Alcanza con que estés (2004)
- El disparo (2005)
- El pan nuestro de cada día (2007)
- La canción de las palabras esdrújulas (2014)